# Kino Fenomen w Kielcach
Kino Fenomen – kino mieszczące się w gmachu Wojewódzkiego Domu Kultury im. J. Piłsudskiego w Kielcach. Reaktywowano je, po 5 latach nieistnienia, dnia 19 grudnia 2008 roku. Jest drugim, po Kinie Moskwa, najstarszym działającym obecnie kinem w Kielcach.
Kino należy do Sieci Kin Studyjnych i Lokalnych. Nie są w nim wyświetlane reklamy.

## Historia
Kino, w początkowej fazie istnienia, nazywało się Robotnik i funkcjonowało wraz z drugą salą zwaną Satelita. W późniejszym czasie instytucja przyjęła nazwę Echo. W 2003 roku kino Echo zostało zamknięte, ze względu na niską frekwencję i brak pieniędzy na sprzęt.

## Reaktywacja
20 grudnia 2008, ówczesne szefostwo Wojewódzkiego Domu Kultury, postanowiło kontynuować tradycję wyświetlania filmów w sali widowiskowej WDK. Kino reaktywowano pod nazwą kino WDK. Zakupiono projektor Kinoton na taśmę 35mm oraz nowoczesną aparaturę nagłaśniającą Stereo. Nowe wyposażenie kina WDK o wartości 200 tys. zł, zostało zakupione dzięki dofinansowaniu z Polskiego Instytutu Sztuki Filmowej oraz Ministerstwa Kultury i Dziedzictwa Narodowego.
W roku 2009 zakupiono nowy ekran o wymiarach 9x6 metrów. W 2011 kino wyposażono w projektor multimedialny o rozdzielczości full High Definition, umożliwiający odtwarzanie filmów z alternatywnych nośników cyfrowych.

## Czasy obecne
25 listopada 2013 Kino WDK zostało przemianowane na Kino Fenomen. Uroczystości nadania nowej nazwy uświetnił swoją obecnością Stanisław Janicki – krytyk filmowy. Wygłosił on prelekcje do pierwszego seansu w nowo nazwanym kinie – filmu „Ludzie Wisły” z 1938.
Kierownikiem Kina Fenomen, od momentu reaktywacji kina w budynku WDK (20 grudnia 2008), jest Jarosław Skulski.

## Historia nazwy „Fenomen”
Nazwa Kina Fenomen nawiązuje do pierwszego kieleckiego kina – „Phenomen”. Kino to rozpoczęło działalność 10 lutego 1910 roku na pierwszym piętrze budynku mieszczącego się na rogu ulicy Małej oraz Konstantego (obecna ulica Sienkiewicza). Założycielami kina byli inż. Stanisław Tomicki oraz Mendel vel Maks Ellencweig (ten ostatni wywodzący się z kieleckiej mniejszości żydowskiej). Kino to było licznie odwiedzane przez kielczan, a zwłaszcza przez młodzież, która miała 50% zniżki na bilety. W 1912 roku kino przeniesiono do specjalnie na ten cel wybudowanego budynku przy ul. Konstantego 37.
Początkowo nazwa „Fenomen” była nazwą Dyskusyjnego Klubu Filmowego, który rozpoczął swoją działalność jeszcze przy Kinie WDK dnia 11 października 2012.